# Sunabeda
Sunabeda ist eine Stadt im ostindischen Bundesstaat Odisha.
Sunabeda liegt in den Ostghats auf einer Höhe von 898 m im Distrikt Koraput. Die Stadt liegt am östlichen Ende des Stausees der Kolab-Talsperre – 15 km südöstlich der Distrikthauptstadt Koraput. 
Sunabeda entstand um das Jahr 1965, als an dieser Stelle Behausungen für die Angestellten des Luft- und Raumfahrtunternehmens Hindustan Aeronautics errichtet wurden.
Seit dem 24. Februar 2014 besitzt die Stadt den Status einer Municipality.
Sie ist in 23 Wards gegliedert.
Beim Zensus 2011 hatte Sunabeda 50.394 Einwohner.
Die nationale Fernstraße NH 43 (Jagdalpur–Vizianagaram) führt durch die Stadt.
Nördlich der Stadt verläuft die Eisenbahnlinie (Jagdalpur–Rayagada).